# Rondbouw
Een rondbouw is een zeilschip, met een (in de breedte gezien) ronde bodem.
Het is verwant aan de familie van de platbodems, en de manier van bouwen en het gebruik kwamen ook overeen.

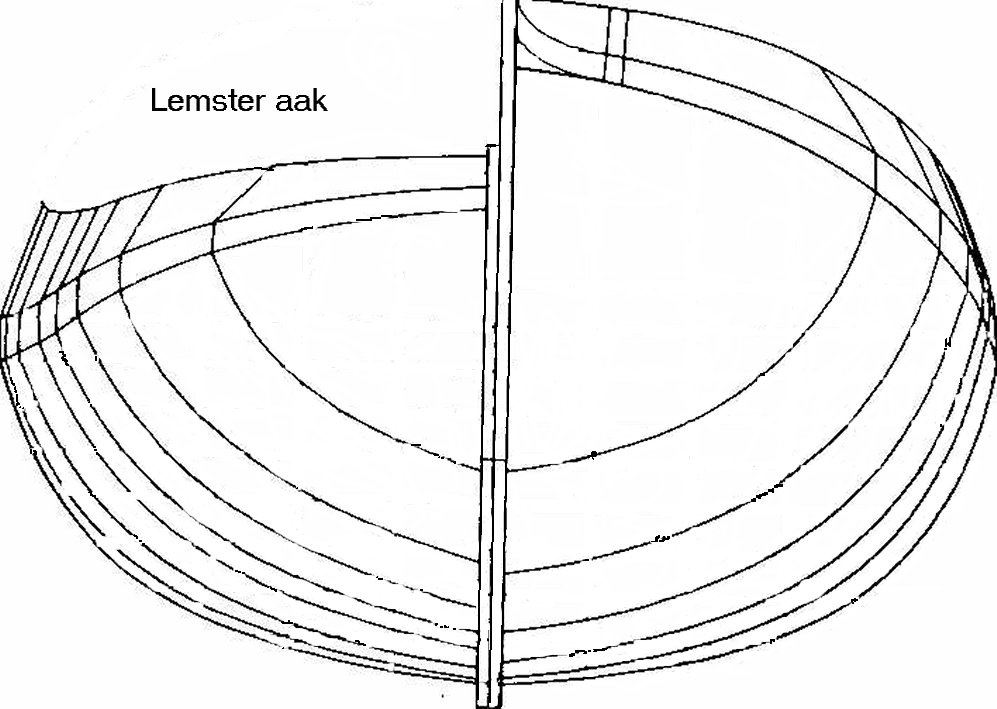
lemsteraak

Kenmerkende voorbeelden van rondbouwschepen zijn de Friese schepen als de boeier, tjotter, lemmeraak en de Staverse jol, waarvan de laatste geen zijzwaarden heeft.
Ook de westfriese typen als de Wieringeraak en Enkhuizer bol en de Helderse vlet zijn rondbouw schepen. Uit de kop van Overijssel komt de Vollenhovense bol.
De Marker rondbouw is een ijzeren overgangstype tussen botter en moderne kotter, ontwikkeld na de afsluiting van de Zuiderzee in 1932.